# 24 uur van Daytona 1995
De 24 uur van Daytona 1995 was de 33e editie van deze endurancerace. De race werd verreden op 4 en 5 februari 1995 op de Daytona International Speedway nabij Daytona Beach, Florida.
De race werd gewonnen door de Kremer Racing #10 van Giovanni Lavaggi, Jürgen Lässig, Marco Werner en Christophe Bouchut, die allemaal hun eerste Daytona-zege behaalden. De WSC-klasse werd gewonnen door de Brix Racing #2 van Jeremy Dale, Jay Cochran en Fredrik Ekblom. De GTS-1-klasse werd gewonnen door de Roush Racing #70 van Tommy Kendall, Paul Newman, Mike Brockman en Mark Martin. De GTS-2-klasse werd gewonnen door de Stadler Motorsport #54 van Enzo Calderari, Lilian Bryner, Renato Mastropietro en Ulli Richter.

## Race
Winnaars in hun klasse zijn vetgedrukt.
| Pos. | Klasse | No. | Team                             | Coureurs | Chassis                    | Ronden |
| ---- | ------ | --- | -------------------------------- | --- | -------------------------- | ------ |
| 1    | LM WSC | 10  | Kremer Racing                    | Giovanni Lavaggi Jürgen Lässig Marco Werner Christophe Bouchut                                                   | Kremer K8                  | 690    |
| 2    | WSC    | 2   | Brix Racing                      | Jeremy Dale Jay Cochran Fredrik Ekblom                                                                           | Spice BDG-02               | 685    |
| 3    | GTS-1  | 70  | Roush Racing                     | Tommy Kendall Paul Newman Mike Brockman Mark Martin                                                              | Ford Mustang               | 682    |
| 4    | GTS-1  | 01  | Rohr Corp.                       | Hurley Haywood David Murry Bernd Mayländer Jochen Rohr                                                           | Porsche 911 GT2            | 655    |
| 5    | GTS-2  | 54  | Stadler Motorsport               | Enzo Calderari Lilian Bryner Renato Mastropietro Ulli Richter                                                    | Porsche 911 Carrera RSR    | 654    |
| 6    | GTS-2  | 93  | Ecuador Mobil 1 Racing           | Jean-Pierre Michelet Henry Taleb Rob Wilson John Fergus                                                          | Nissan 240SX               | 653    |
| 7    | GTS-2  | 55  | Jorge Trejos                     | Dennis Aase Jorge Trejos Javier Quiros Martin Snow                                                               | Porsche 964 Carrera RSR    | 646    |
| 8    | WSC    | 50  | Euromotorsport Racing, Inc.      | Gianfranco Brancatelli Massimo Sigala Elton Julian Fabrizio Barbazza                                             | Ferrari 333 SP             | 645    |
| 9    | GTS-2  | 40  | Dören                            | Karl-Christian Lück Dieter Lindenbaum Hermann Tilke Edgar Dören                                                  | Porsche 911 Carrera RSR    | 645    |
| 10   | GTS-1  | 96  | Morrison Motorsports             | John Heinricy Stu Hayner Andy Pilgrim Don Knowles                                                                | Chevrolet Corvette         | 643    |
| 11   | GTS-2  | 02  | Rohr Corp.                       | Johannes Huber Lloyd Hawkins Andreas Knapp-Voith Niki Siokola                                                    | Porsche 964 Carrera RSR    | 640    |
| 12   | WSC    | 63  | Downing/Atlanta Racing           | Jim Downing Butch Hamlet Jim Pace Tim McAdam                                                                     | Kudzu DG-3 WSC             | 637    |
| 13   | GTS-2  | 26  | Alex Job Racing                  | Joe Cogbill Jack Lewis Monte Shelton Charles Slater                                                              | Porsche 911                | 633    |
| 14   | GTS-2  | 82  | Wendy's Race Team                | Dick Greer Al Bacon Peter Uria Mike Mees Terry Lingner                                                           | Mazda RX-7                 | 619    |
| 15   | GTS-1  | 5   | Brix Racing                      | Price Cobb Mark Dismore Darin Brassfield Calvin Fish                                                             | Oldsmobile Cutlass Supreme | 613    |
| 16   | GTS-1  | 65  | Roush Racing                     | Wally Castro Rolando Falgueras Manolo Villa Biagio Parisi Axel Rivera                                            | Ford Mustang               | 607    |
| 17   | GTS-1  | 53  | Bill McDill                      | Bill McDill Tom Juckette Jim Trotnow Richard McDill                                                              | Chevrolet Camaro           | 602    |
| DNF  | GTS-2  | 85  | Daytona Racing                   | Wolfgang Land Arnold Mattschull Alexander Mattschull Bill Auberlen Ron Finger                                    | Porsche 993 Carrera RSR    | 587    |
| 19   | GTS-1  | 91  | Konrad Motorsport                | Bernd Netzeband Bert Ploeg Edgar Althoff Régis Schuch                                                            | Porsche 911 Turbo          | 582    |
| 20   | GTS-2  | 25  | Alex Job Racing                  | Gerry Jackson Bruce Barkelew Angelo Cilli Anthony Lazzaro                                                        | Porsche 911                | 581    |
| 21   | GTS-1  | 75  | Cunningham Racing                | Steve Millen Johnny O'Connell John Morton                                                                        | Nissan 300ZX Turbo         | 575    |
| 22   | GTS-2  | 52  | Andy Strasser                    | Andy Strasser Kevin Wheeler Jamie Busby Dennis DeFranceschi Alan Ludwig                                          | Porsche 911 Carrera RSR    | 566    |
| 23   | GTS-2  | 08  | G&W Motorsports                  | Weldon Scrogham Steve Marshall John Biggs Danny Marshall                                                         | Porsche 911 Carrera RSR    | 564    |
| 24   | GTS-2  | 09  | Flis Brothers                    | Craig Conway Todd Flis Richard Nisbett Troy Flis                                                                 | Mitsubishi Eclipse         | 562    |
| 25   | GTS-1  | 69  | Gustl Spreng Racing              | Fritz Müller Ray Mummery Gustl Spreng                                                                            | Porsche 993 Carrera Turbo  | 553    |
| 26   | GTS-2  | 24  | Jarett Freeman                   | Jarett Freeman Simon Gregg Max Schmidt Nort Northam                                                              | Porsche 993 Cup            | 553    |
| 27   | GTS-2  | 04  | Rohr Corp.                       | Dick Downs Larry Schumacher Richard Raimist Wolfgang Haugg                                                       | Porsche 911 SC             | 550    |
| 28   | GTS-1  | 4   | Brix Racing                      | R. K. Smith Calvin Fish Brian DeVries Irv Hoerr                                                                  | Oldsmobile Cutlass Supreme | 547    |
| DNF  | GTS-2  | 99  | Konrad Motorsport                | Karl-Heinz Wlazik Ira Storfer Helmut Reis Franz Konrad                                                           | Porsche 911 Carrera RSR    | 524    |
| DNF  | WSC    | 43  | Payne Williams Racing            | Brian Williams John Mirro Lee Payne David Loring Don Kitch jr.                                                   | Denali                     | 512    |
| 31   | GTS-1  | 95  | Morrison Motorsports             | Jim Minneker Charles Morgan Del Percilla Rob Morgan                                                              | Chevrolet Corvette         | 511    |
| 32   | WSC    | 0   | Chuck Cottrell                   | Chuck Cottrell Leigh Miller Mike Holt Chuck Goldsborough Elias Chocron Ted Anderson Eric van Cleef Don Kitch jr. | Kudzu DG-2 WSC             | 489    |
| 33   | GTS-1  | 64  | Mel A. Butt                      | Mel Butt Jim Higgs Bob Barker Ronald Zitza                                                                       | Chevrolet Camaro           | 480    |
| 34   | GTS-1  | 61  | Callaway Competition             | Enrico Bertaggia Philippe Olczyk Seppi Wendlinger Johnny Unser                                                   | Callaway Corvette          | 473    |
| 35   | WSC    | 30  | Momo Corse                       | Gianpiero Moretti Wayne Taylor Eliseo Salazar Didier Theys                                                       | Ferrari 333 SP             | 467    |
| 36   | GTS-1  | 31  | Kent Racing                      | Robert Nearn Nigel Smith Juan Gac Kent Painter                                                                   | Chevrolet Camaro           | 450    |
| 37   | WSC    | 7   | Bobby Brown Motorsports          | Dominic Dobson Bill Cooper Don Bell Paul Debban                                                                  | Spice HC94                 | 447    |
| DNF  | LM WSC | 00  | Konrad Motorsport                | Cor Euser Antônio Hermann Tiff Needell Franz Konrad                                                              | Kremer K8                  | 436    |
| DNF  | WSC    | 3   | Scandia Racing Team              | Fermín Vélez Andy Evans Paul Gentilozzi Eric van de Poele                                                        | Ferrari 333 SP             | 417    |
| 40   | WSC    | 51  | Scott Flatt                      | Bruce Trenery Vic Rice Grahame Bryant Buddy Norton Jeffrey Pattinson                                             | Cannibal                   | 407    |
| DNF  | WSC    | 33  | Scandia Racing Team              | Mauro Baldi Michele Alboreto Stefan Johansson                                                                    | Ferrari 333 SP             | 405    |
| 42   | GTS-1  | 15  | Team Argentina                   | Luis Delconte Alejandro Spinella Fabian Hermoso Facundo Gilbicella                                               | Oldsmobile Cutlass Supreme | 402    |
| 43   | GTS-1  | 87  | John Annis                       | John Annis Dom DeLuca David Donavon Tom Paligraf                                                                 | Chevrolet Camaro           | 387    |
| 44   | GTS-1  | 34  | RFF Racing                       | Len McCue Gary Grubbs Greg Cecil Bob Hudgins Ray Halin                                                           | Chevrolet Camaro           | 376    |
| 45   | GTS-2  | 57  | Kryderacing                      | Reed Kryder Christian Heinkélé Klaus Roth Frank Del Vecchio                                                      | Nissan 240SX               | 373    |
| DNF  | GTS-1  | 17  | Dave White                       | Arthur Pilla Kenper Miller Charles Mendez Dave White                                                             | Porsche 911 Turbo          | 368    |
| DNF  | GTS-2  | 88  | Douglas Campbell                 | Ralph Thomas John Bourassa Douglas Campbell Amos Johnson                                                         | Mazda RX-7                 | 335    |
| DNF  | GTS-1  | 92  | Hoyt Overbagh                    | Oma Kimbrough Mark Montgomery Mauro Casadei David Kicak Steve Golden Hoyt Overbagh                               | Chevrolet Camaro           | 317    |
| DNF  | GTS-1  | 90  | Riggins Competition              | Craig Carter Andy Petery Tommy Riggins Les Delano                                                                | Oldsmobile Cutlass Supreme | 316    |
| DNF  | GTS-2  | 32  | Comprent Motor Sports            | Juan Carlos Carbonell Michael Smellie John Finger Lambert McLaurin                                               | Mazda MX-6                 | 294    |
| DNF  | WSC    | 20  | Warren Mosler                    | Chet Fillip Jeff McComb Brian Berry Mac DeMere Don Fuller                                                        | Consulier Intruder         | 291    |
| 52   | WSC    | 37  | Pegasus Racing                   | Éric Bachelart Michael Dow Oliver Kuttner Rick Ferguson                                                          | Pegasus                    | 290    |
| 53   | GTS-1  | 21  | Kent Racing                      | Guy Kuster Sergio Brambilla Mauro Borella Kent Painter Scott Gaylord                                             | Chevrolet Camaro           | 280    |
| DNF  | GTS-2  | 68  | Hendricks Porsche                | Joe Danaher Hugh Johnson Charles Coker Cort Wagner                                                               | Porsche 968 Turbo          | 259    |
| DNF  | GTS-1  | 97  | Vic Sifton                       | Robert Kahn Victor Sifton Trevor Seibert Joe Varde                                                               | Chevrolet Lumina           | 253    |
| DNF  | GTS-2  | 22  | Fabcar                           | Tom Hessert jr. Steve Durst John Higgins Mark Abel                                                               | Porsche 911                | 246    |
| DNF  | GTS-1  | 77  | Tim Banks                        | Don Arpin Tim Banks Paul Reckert John Bumb                                                                       | Oldsmobile Cutlass Supreme | 237    |
| DNF  | GTS-2  | 12  | Prototype Technology Group, Inc. | Dieter Quester John Paul jr. Pete Halsmer David Donohue                                                          | BMW M3 E36                 | 221    |
| DNF  | GTS-2  | 86  | Daytona Racing                   | Mark Mehalic Ron Finger Martin Dose                                                                              | Porsche 993 Carrera RSR    | 207    |
| DNF  | WSC    | 8   | Support Net Racing, Inc.         | Henry Camferdam Ben Morgenrood Roger Mandeville                                                                  | Hawk MD3R                  | 160    |
| DNF  | GTS-1  | 74  | Champion Porsche                 | Hans-Joachim Stuck Bill Adam Harald Grohs Neto Jochamowitz Dorsey Schroeder                                      | Porsche 911 GT2            | 159    |
| DNF  | WSC    | 44  | Screaming Eagles Racing          | Craig T. Nelson Ross Bentley Dan Clark Margie Smith-Haas                                                         | Spice SE90                 | 156    |
| DNF  | GTS-1  | 62  | Curren Motorsports               | Mark Kennedy Billy Bies David Rankin Tom Curren                                                                  | Oldsmobile Cutlass Supreme | 132    |
| DNF  | WSC    | 9   | Auto Toy Store, Inc.             | Andy Wallace Jan Lammers Derek Bell                                                                              | Spice SE90                 | 100    |
| DNF  | WSC    | 6   | Power Macintosh Racing           | Dan Marvin Stanley Dickens Jeff Gray Rick Sutherland                                                             | Spice AK93                 | 92     |
| DNF  | GTS-2  | 18  | Dan Lewis                        | Tommy Johnson John Sheldon Dan Lewis Rick Fairbanks                                                              | Mazda MX-6                 | 91     |
| DNF  | GTS-1  | 23  | Bob Hundredmark                  | Bob Hundredmark Ken Fengler Steve Pfeffer Gene Henry                                                             | Oldsmobile Cutlass Supreme | 78     |
| DNF  | GTS-2  | 58  | Pro-Technik Racing               | Mike Smith Doug Frazier Jim Matthews Sam Shalala                                                                 | Porsche 993 Carrera        | 65     |
| DNF  | GTS-2  | 13  | Prototype Technology Group, Inc. | Boris Said Justin Bell Ronny Meixner                                                                             | BMW M3 E36                 | 60     |
| DNF  | GTS-1  | 11  | John Josey                       | Ken Bupp Scott Watkins Luis Sereix Danuel Urrutia                                                                | Ford Mustang               | 49     |
| DNF  | GTS-1  | 66  | Team Gunnar                      | Chapman Root Jonathan Baker Cort Wagner Carlos Moran                                                             | Porsche 911 Carrera RSR    | 24     |
| DNF  | GTS-1  | 38  | Earl Segredahl                   | Tony Ave Ray Irwin Doug Nies Earl Segredahl                                                                      | Chevrolet Camaro           | 17     |
| DNF  | WSC    | 16  | Dyson Racing                     | James Weaver Rob Dyson Scott Sharp Butch Leitzinger                                                              | Riley & Scott Mk. III      | 11     |
| DNF  | GTS-1  | 72  | Champion Porsche                 | Neto Jochamowitz Mike Peters Jeff Purner Marco Apicella                                                          | Porsche 964 Turbo          | 0      |

1962 · 1963 · 1964 · 1965 · 1966 · 1967 · 1968 · 1969 · 1970 · 1971 · 1972 · 1973 · 1974 · 1975 · 1976 · 1977 · 1978 · 1979 · 1980 · 1981 · 1982 · 1983 · 1984 · 1985 · 1986 · 1987 · 1988 · 1989 · 1990 · 1991 · 1992 · 1993 · 1994 · 1995 · 1996 · 1997 · 1998 · 1999 · 2000 · 2001 · 2002 · 2003 · 2004 · 2005 · 2006 · 2007 · 2008 · 2009 · 2010 · 2011 · 2012 · 2013 · 2014 · 2015 · 2016 · 2017 · 2018 · 2019 · 2020 · 2021 · 2022 · 2023 · 2024 · 2025